# مارسينهو
مارسيو أوغوستو دا سيلفا باربوسا (مواليد 16 مايو 1995) هو لاعب كرة قدم برازيلي يلعب في مركز الجناح في نادي كاواساكي فرونتالي.

## وصلات خارجية
- مارسينهو على موقع رابطة كرة القدم اليابانية للمحترفين (اليابانية)
- مارسينهو على موقع إي إس بي إن إف سي (الإنجليزية)
- مارسينهو على موقع Soccerbase.com (لاعب) (الإنجليزية)
- مارسينهو على موقع Soccerway.com (الإنجليزية)
- مارسينهو على موقع عالم كرة القدم.نت (الإنجليزية)